# 양도소득세
양도소득세(讓渡所得稅, 영어: capital gains tax, CGT)는 토지나 건물 등의 자산을 유상으로 양도함으로써 얻는 소득에 부과하는 조세 즉, 자산의 양도로 인한 자본이익에 대한 세금을 말한다.  양도소득세는 매매가치를 실현하는 시점인 매매시에 부과되기 때문에 단기투기를 억제하는 효과가 있다.

## 한국
상장회사의 3% 이하를 소유한 개인은 0.3%의 세금을 문다. 3%를 초과하여 주식을 소유한 경우는 양도소득세는 11%이다.

### 혼인으로 인한 1세대 3주택 보유자에 대한 양도소득세 중과 사건
혼인으로 인한 1세대 3주택 보유자에 대한 양도소득세 중과 사건은 구 소득세법 제89조 제3호 등 위헌소원에 대한 대한민국의 중요 헌법재판소 판례로 헌법불합치 결정을 받았다.

#### 결론
헌법불합치

#### 이유
특정한 조세 법률조항이 혼인이나 가족생활을 근거로 부부 등 가족이 있는 자를 혼인하지 아니한 자 등에 비하여 차별 취급하는 것이라면 비례의 원칙에 의한 심사에 의하여 정당화되지 않는 한 헌법 제36조 제1항에 위반된다 할 것이다. 이는 단지 차별의 합리적인 이유의 유무만을 확인하는 정도를 넘어, 차별의 이유와 차별의 내용 사이에 적정한 비례적 균형관계가 이루어져 있는지에 대해서도 심사하여야 한다는 것을 의미하고, 위와 같은 헌법원리는 조세 관련 법령에서 과세단위를 정하는 것이 입법자의 입법형성의 재량에 속하는 정책적 문제라고 하더라도 그 한계로서 적용되는 것이다.
경과규정 등의 완화규정을 두지 아니한 것은 최소침해성원칙에 위배된다.

## 같이 보기
- 투기
- 부유세
- 최저임금
- 소득 재분배

## 참고 문헌
- 대한민국 헌법재판소 2011.11.24. 2009헌바146